# MRBM
Et MRBM (Medium Range Ballistic Missile), på dansk mellemdistancemissil, er et ballistisk missil af mellemstor rækkevidde. Der findes ingen præcis definition, men den har længere rækkevidde end SRBM (Shorter Range Ballistic Missile) og kortere end ICBM (Intercontinental Ballistic Missile). Dvs. dens rækkevidde ligger på omkring 800 til 5500 kilometer.
MRBM inddeles endvidere i to grupper:
- MRBMs (Medium Range Ballistic Missiles) for mellemdistancemissiler med en mellemrækkevidde på 800 til 2399 kilometer, tidligere 1.000 til 2.700 kilometer
- IRBMs (Intermediate Range Ballistic Missile) for mellemdistancemissiler med en lidt større rækkevidde på 2400 til 5499 km, tidligere 2.700 til 5.500 km.

Til mellemdistancemissilerne tæller bl.a. Pershing II-raketterne og de sovjetiske SS-20-raketter, der i forbindelse med vedtagelsen af Natos dobbeltbeslutning spillede en afgørende rolle.